# Goodge Street
Goodge Street – stacja metra londyńskiego położona w dzielnicy Camden, na trasie Northern Line.
Została otwarta 22 czerwca 1907. W czasie II wojny światowej pod jej peronami wybudowany został głębinowy schron przeciwlotniczy, skąd 6 czerwca 1944 gen. Dwight Eisenhower wygłosił przemówienie radiowe, w którym poinformował o lądowaniu w Normandii. Obecnie korzysta z niej ok. 7,9 mln pasażerów rocznie. Należy do pierwszej strefy biletowej.

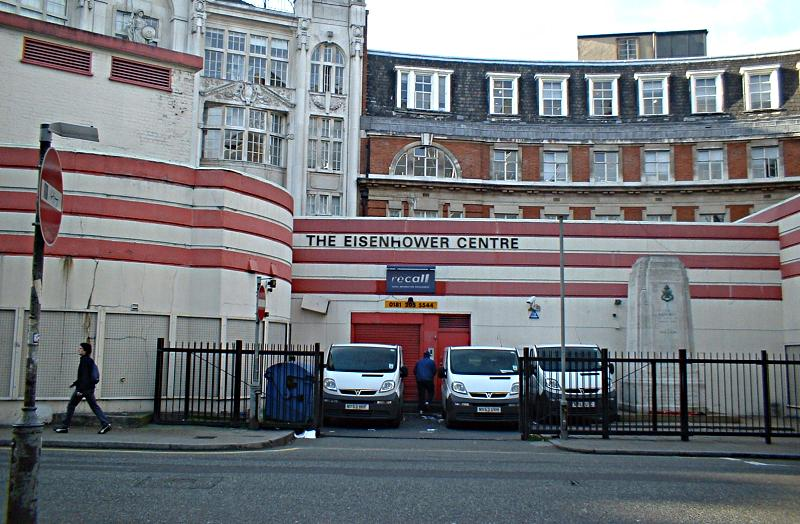
Wejście do dawnego schronu pod powierzchnią stacji